# Hradiště (Znojmo)

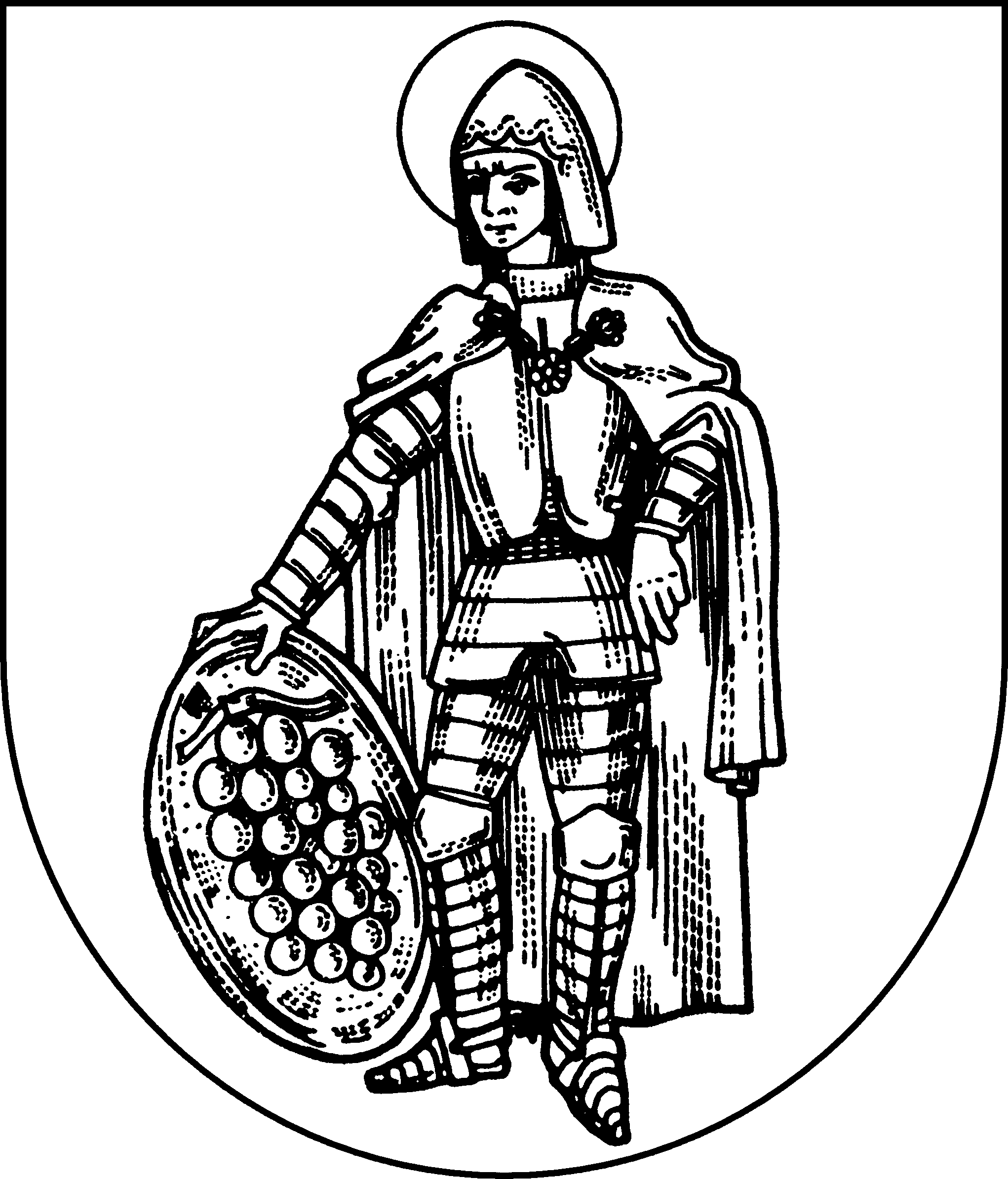
Znak (původně pečetní znamení) městečka

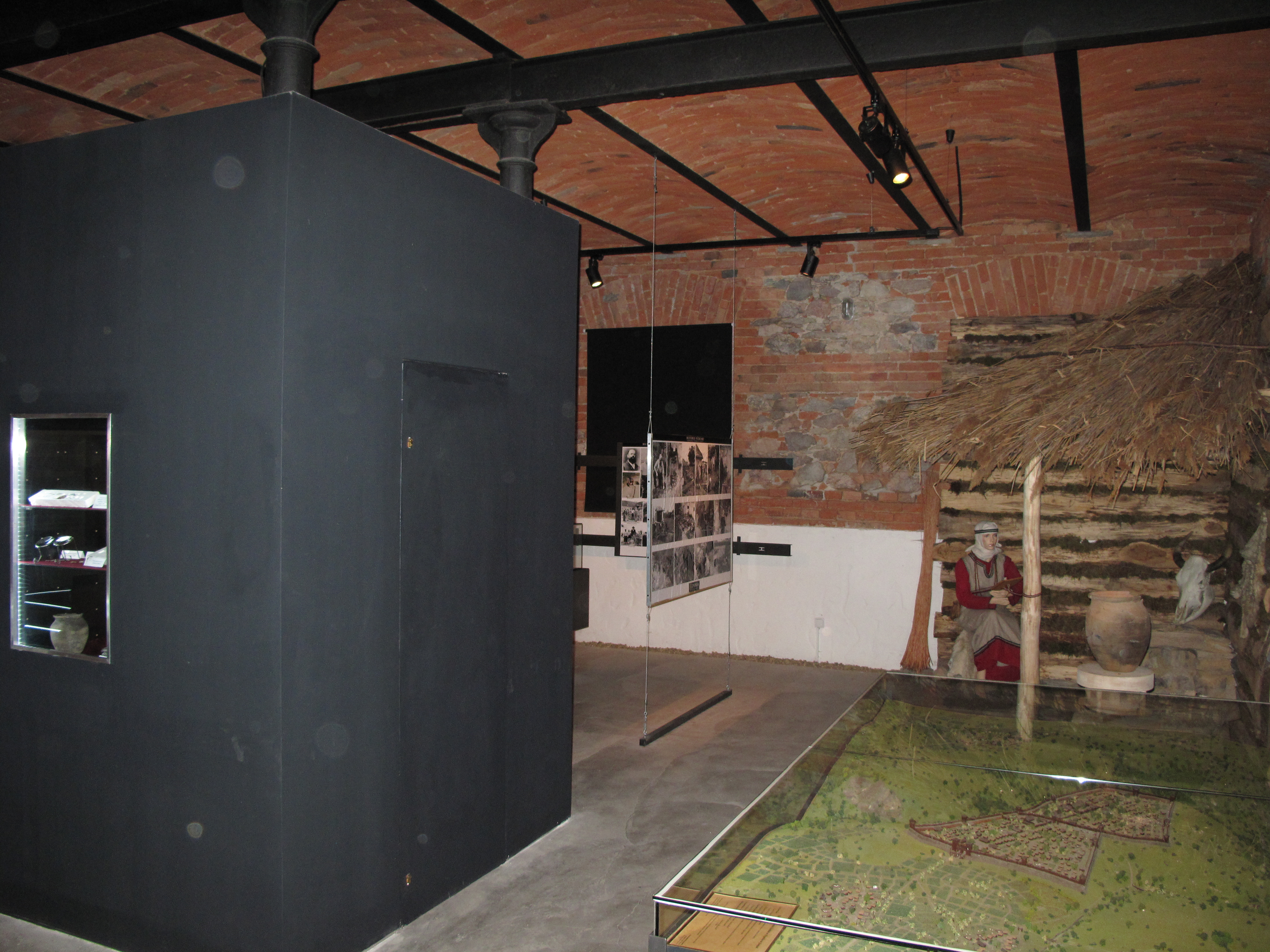
Interiér expozice archeologického muzea v Hradišti

Hradiště (lidově též Peltnperk nebo Hradisko; německy Pöltenberg/Pildinberg) je vesnice, součást města Znojma. Původně samostatná obec, dříve také městečko s názvem Hradiště svatého Hypolita, bylo k Znojmu přičleněno v roce 1920. V prostoru vsi se v raném středověku nacházelo významné výšinné velkomoravské hradiště, které je nyní archeologickou lokalitou. Území vesnice, která je jednou ze základních sídelních jednotek města, je součástí znojemské centrální evidenční části Znojmo (s níž má společnou řadu čísel popisných, ale čísla od 3000 výše), ale má samostatné katastrální území Znojmo-Hradiště.

## Poloha
Vesnice i původní hradiště se nachází při západním okraji města Znojma, na dohled od znojemského hradu a rotundy sv. Kateřiny. Od centra města dělí lokalitu hluboké údolí Gránického potoka. S městem je Hradiště spojeno asi tři kilometry dlouhou silnicí. Prostor původního raně středověkého hradiště je dnes prakticky celý zastavěn, a to jak novodobými rodinnými domky, tak i historickými budovami kláštera a proboštství křižovníků s červenou hvězdou a kostelem sv. Hypolita.
Geograficky se celá vesnice i velkomoravská pevnost nacházejí na vrcholku strategicky důležité skalní ostrožny, která se vypíná do výšky 332 m n. m. Ze tří stran je chráněna hluboce zaříznutým údolím řeky Dyje a Gránického potoka, takže otevřená je jedině směrem na severozápad.

## Osídlení v pravěku
Výhodná poloha místa lákala člověka k usídlení již od pravěku. Byly zde nalezeny artefakty z pozdní doby kamenné, z doby bronzové a starší i mladší doby železné. V pozdní době bronzové (podolská kultura) zde zřejmě poprvé vyrostlo opevnění – cca 4 m široká hradba zepředu zpevněná kůlovou palisádou. Osídlení místa pokračovalo i ve starší době římské. Z tohoto období byly nalezeny sídlištní objekty i žárové pohřebiště.

## Velkomoravské hradiště

### Předvelkomoravské období a doba Velké Moravy
Význam lokality stoupal v období předvelkomoravském, největšího rozkvětu však pevnost dosáhla za časů Velké Moravy. Tehdy se stala důležitým mocenským centrem celé jihozápadní Moravy. Patrně v 9. století bylo území nově opevněno za využití pozůstatků pozdně bronzové hradby. Nová fortifikace sestávala z příkopu (široký až 10 metrů, hluboký 3,4 metru, místy sekaný do skály) a mohutné hradby s dřevěnou konstrukcí z příčných i podélných břeven. Hradba měla přinejmenším v některých místech kamennou čelní plentu. Její součástí byly také srubové komory o rozměrech 3 × 3 metry. Celý opevněný areál měl rozlohu 20 ha, což jej řadí k největším velkomoravským hradům. Vnitřní hradbou a příkopem byl rozdělen na dvě poloviny – na západní předhradí a na vnitřní hrad ve východní části lokality. Přesná doba vzniku hradby zatím není určena. Dendrodata získaná z vnější (západní) hradby hovoří pro období po roce 881, vnitřní hradba vznikla patrně dříve.
Do dnešních dnů se zachovala jen krátké části valu i příkopu. Jejich větší část byla v průběhu času zničena zemědělskou a stavební činností, takže v terénu je jejich průběh už téměř neznatelný. Lépe dochované jsou jen jižní a východní úseky opevnění vnitřního hradu a malá část západní hradby předhradí.

### Vyvrácení hradiště Maďary a období středověku

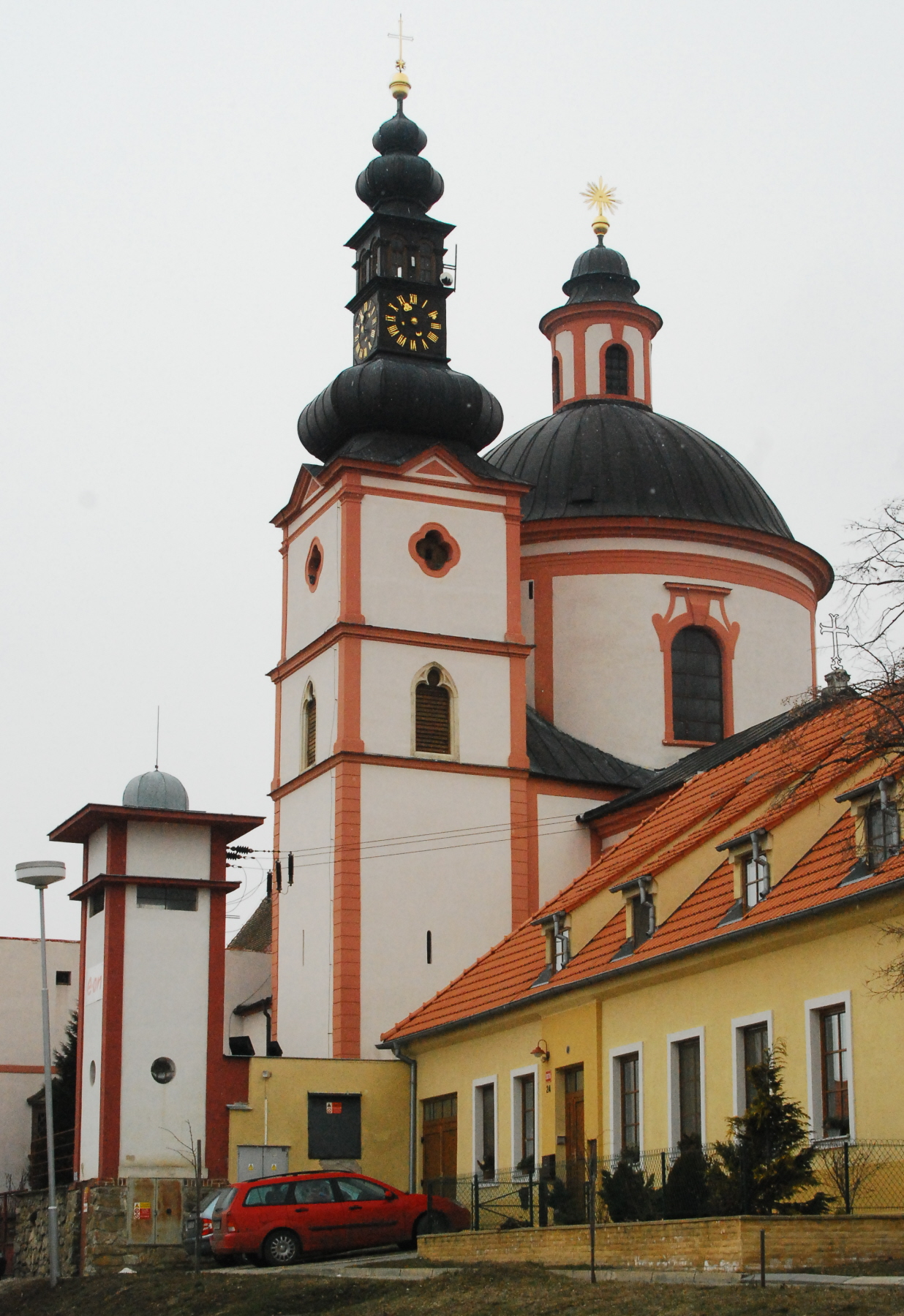
Proboštství

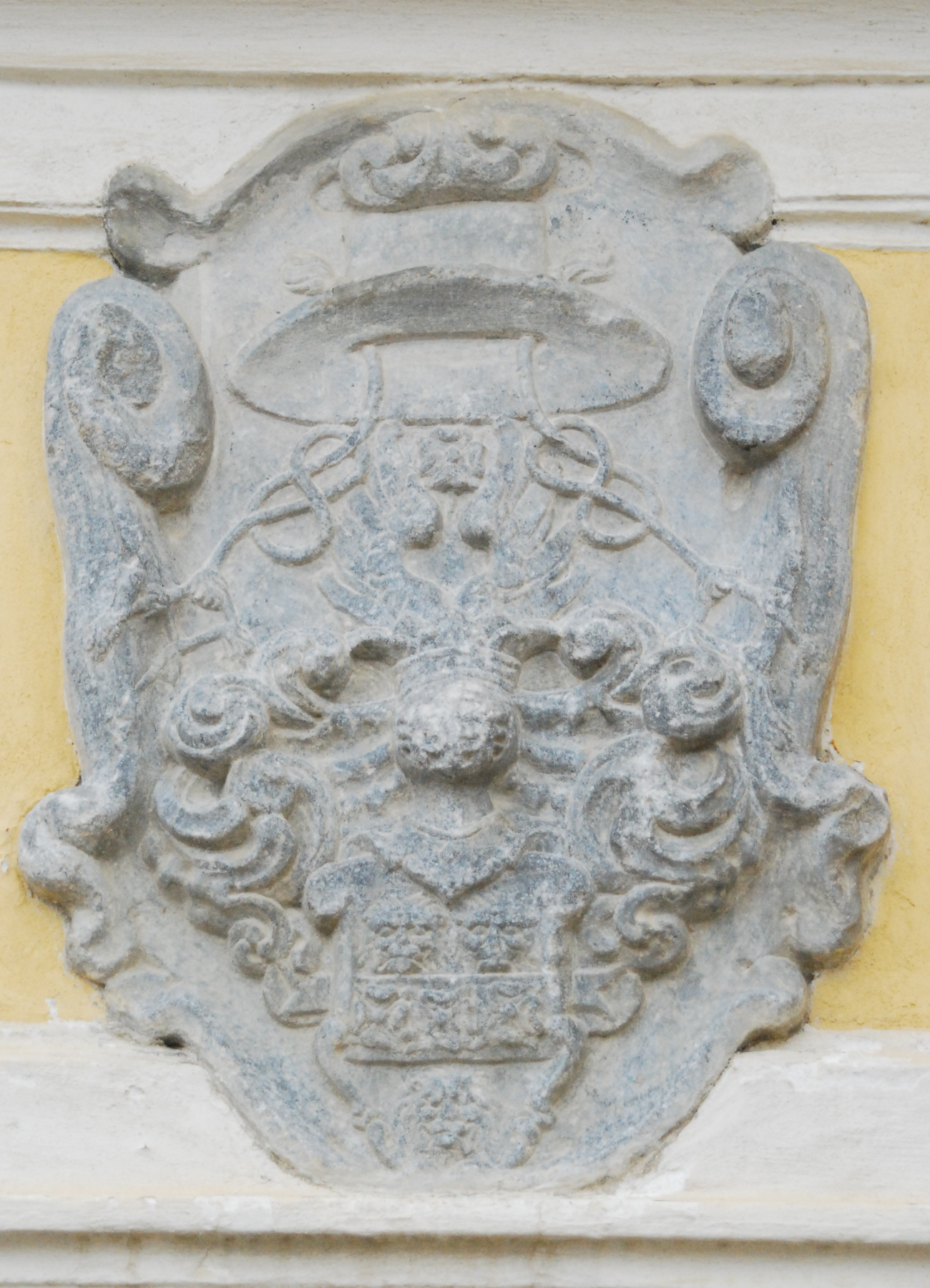
Znak proboštství

Zánik opevnění spadá patrně do doby kolem roku 906, kdy bylo podle pozdní tradice Hradiště dobyto a vypáleno Maďary. Tomu odpovídají i výsledky archeologického průzkumu. Podle nich hradba zanikla při velikém požáru. Popisovanou událost datuje do první poloviny 10. století nález šperků, objevených spolu s nepohřbenou ženou-bojovnicí pod sesutým tělesem hradby.
I po vyvrácení Maďary přetrvávalo na Hradišti osídlení a lokalitě také zůstalo její dominantní postavení v oblasti. Tak tomu bylo i po připojení Moravy k přemyslovským Čechám. Teprve na konci 11. století byl nedaleko, na protější straně Gránického údolí, vybudován knížetem Konrádem I. a jeho synem Litoldem nový, menší hrad, na jehož předpolí postupně vzniklo středověké město Znojmo. Nový přemyslovský hrad převzal správní funkci a význam Hradiště coby světského centra tak zanikl. Zůstala mu však ještě dlouho funkce střediska církevního – hradišťský kostel je jako hlavní „znojemský kostel“ zmíněn v listinách olomouckého biskupa Jindřicha Zdíka z třetiny 12. století, při kostele sídlil panovníkem dosazovaný probošt. Hradišťští probošti se jako královští kancléři zviditelnili při povýšení Znojma na královské město (1222/1226). Funkci hlavního městského chrámu však na sebe stáhl chrám sv. Mikuláše, Hradiště do městské lokace zahrnuto nebylo. Roku 1240 daroval král Václav I. Hradiště řádu křižovníků s červenou hvězdou. Ti nechali brzy přestavět velkomoravskou rotundu sv. Hippolyta na gotický kostel. Za husitských válek bylo proboštství vypáleno. Z významných osobností tu v hodnosti probošta působil působil Martin Medek z Mohelnice (1577–1581) či matematik a astrolog Mikuláš Kozař z Kozařova (1585–1616).

### Hradiště v novověku
V období stavovského povstání dobyl proboštství hrabě Thurn, který jej předal do správy nejvyššího zemského sudího na Moravě Viléma z Roupova. Z popela třicetileté války Hradiště vyvedli probošt Gerhard ze Sclessinu a jeho synovec Tomáš ze Sclessinu, oba byli dříve apoštolští protonotáři, rodem z Lutychu. Za probošta Jana Jiřího Hauera roku 1759 zde zemřel litoměřický biskup Mořic Adolf Sasko-Žíčský, který zde nalezl útočiště v době sedmileté války. Peníze složené za jeho pobyt (azyl) v budově proboštství umožnily realizovat barokní přestavbu kostela sv. Hippolyta s přizváním předního pozdněbarokního malířského mistra Franze Antona Maulbertsche.

### Nálezy
Z předvelkomoravského období pocházejí mimo jiné nálezy ostruh s háčky, soubor šperků i nástrojů a kolekce keramických zlomků i celých nádob. Odkryto bylo rovněž množství objektů výrobního charakteru i běžných obydlí. Výjimečným je nález kompletní kamenné pece.
Soubor nálezů z období Velké Moravy a z doby po jejím zániku zahrnuje nádoby a jejich zlomky, šperky, kovové a kostěné nástroje, výrobní i sídlištní objekty, samostatné hroby v sídlištním areálu a dvě pohřebiště.

### Údajná kamenná církevní architektura
V devadesátých letech 20. století byly na Hradišti odkryty základy dvou staveb, které vedoucí výzkumu Bohuslav Klíma mladší interpretoval jako pozůstatky velkomoravské kamenné církevní architektury.
Prvním z objektů má být jednolodní kostelík s pravoúhlým kněžištěm, jehož údajné základy se nacházejí v areálu bývalého proboštského statku. Interpretace těchto základů jako pozůstatků církevní stavby z 9. století však není mezi archeology přijímána bezvýhradně. Důvodem je složitá nálezová situace, torzovitost získaných poznatků a absence většího množství hrobů, které podle dnes přijímaných názorů zpravidla doprovázejí velkomoravské církevní stavby.

### Objev rotundy
Pod základy kostela svatého Hippolyta začala v roce 2021 společnost Archaia Brno provádět výzkum. Dva metry pod úrovní podlahy objevili kruhovou stavbu o průměru třináct a půl metru. Její datování odborníci určili do poloviny jedenáctého století. Je tedy stejného stáří jako Rotunda svaté Kateřiny ve Znojmě. Rotundu obklopovalo poměrně rozsáhlé pohřebiště s několika horizonty hrobů. Nejmladší hroby spadají až do období 18. století. Nejstarší hroby doprovázela kolekce různých šperků a dalšího inventáře. Tyto nálezy spolehlivě datují nejstarší horizont hrobů do 9. století. Vedoucí výzkumu Bohuslav Klíma mladší proto datuje rotundu na základě zmíněných hrobů také do tohoto období. Zatímco samotná existence rotundy je obecně uznávána, její velkomoravský původ je někdy zpochybňován a uvažuje se o pozdějším období výstavby.

### Pohřebiště
V roce 2007 bylo při západním okraji hradiště, mimo vlastní opevněnou plochu, objeveno rozsáhlé kostrové pohřebiště. Do roku 2009 na něm bylo prozkoumáno přes 180 hrobů, které se nacházely při (pravděpodobném) východním okraji celé nekropole. Nálezy z hrobových celků jsou zařaditelné do druhé poloviny devátého století a do první půle století desátého.

### Dějiny archeologického bádání na Hradišti
Archeologický výzkum Znojma-Hradiště prošel několika etapami. První výzkumy uskutečnil Jaroslav Palliardi již v letech 1891–1896 a po něm František Vildomec ve třicátých letech 20. století. Po druhé světové válce zde od roku 1949 prováděl systematické zkoumání František Kalousek. Pod jeho vedením zde získávalo zkušenosti několik později proslulých archeologů – např. Bořivoj Dostál nebo Vladimír Podborský. V roce 1957 však byl výzkum na lokalitě ukončen, patrně proto, že neposkytl nálezy takového druhu, jaké byly původně očekávány (velkomoravská kamenná církevní architektura a bohatě vybavené pohřebiště – podobně jako v tehdy intenzivně zkoumaných Mikulčicích či Starém Městě). Kalouskovy výzkumy přinesly poznatky zejména o průběhu a charakteru opevnění.
Až do poloviny 80. let tak stálo Hradiště mimo veškerý zájem archeologů a celá lokalita byla devastována rozsáhlou výstavbou, které nepředcházel žádný výzkum. Teprve roku 1986 nastala změna a na místo se vrátil stálý archeologický dohled v osobě archeologa Bohuslava Klímy ml. Ten působil zprvu jako zaměstnanec archeologického ústavu akademie věd. Od roku 1993 až do současnosti vede tento badatel výzkum coby pedagog Masarykovy univerzity, konkrétně katedry historie Pedagogické fakulty. Jedná se tak o jediný výzkum v celé ČR, který provádí katedra historie, a nikoli katedra archeologie. Výzkum má podobu zejména záchranných a předstihových sond, které se soustřeďují do vnitřního prostoru opevnění, kde vzhledem k existenci zástavby neustále probíhá poměrně intenzivní stavební činnost.

V roce 2013 bylo v areálu otevřeno Muzeum Velké Moravy. Na jeho otevření se podíleli členové Nadačního fondu sv. Hypolita.

## Ve 20. století
Po druhé světové válce byl klášter v roce 1950 Řádu křižovníků s červenou hvězdou odebrán a tento mužský řád spolu s ostatními zrušen. Řeholníci byli internováni a post hradišťského probošta zůstal v letech 1960–1995 neobsazen. Budovy byly roku 1970 svěřeny Kongregaci Milosrdných sester sv. Karla Boromejského. Jejich generální představenou zde od 20. července roku 1970 do 21. ledna 1988 (tj. týden před úmrtím) byla charismatická osobnost, Matka Marie Vojtěcha Hasmandová.